# Casey Burgess
Casey Ann Burgess (Sídney - 19 de diciembre de 1988) es una cantante y personalidad de la televisión australiana. Es exmiembro del grupo musical infantil australiano Hi-5.Es la hija de Ray Burgess, quien también siguió una carrera musical y fue presentadora de Countdown

## Carrera
Las primeras apariciones en televisión de Burgess incluyeron el programa de televisión Home and Away y la película para televisión Scorched. A la edad de quince años, también fue presentadora de Girl TV.
Burgess se unió al grupo musical infantil australiano Hi-5 en abril de 2008. Como parte del grupo, realizó una gira y filmó la serie de televisión del mismo nombre. Dejó Hi-5 en enero de 2013 después de cinco años para seguir una carrera musical en solitario.
Después de dejar Hi-5, comenzó a trabajar en su álbum debut con Fox Studio. En 2013, Burgess también fue cantante invitada en el sencillo anti-fracking "No Fracking Way" de Leo Sayer para ayudar a recaudar fondos para el grupo anti-fracking Lock the Gate.
En 2020, Burgess lanzó su primer álbum en solitario titulado Space to Breathe.

## Discográfica

### Álbumes
| Título           | Detalles                                                                                             |
| ---------------- | --- |
| Space to Breathe | - Lanzamiento: 2 de octubre de 2020 - Etiqueta: Ambición - Formatos: CD, descarga digital, streaming |

## Filmografía

### Papeles de la película
| Año  | Título                   | Papel      |
| ---- | ------------------------ | ---------- |
| 2013 | Hi-5 Alguien Maravilloso | Ella Misma |

### Papeles en televisión
| Año       | Título  | Papel        | Notas             |
| --------- | ------- | ------------ | ----------------- |
| 2003-2004 | Girl TV | Presentadora |                   |
| 2009-2011 | Hi-5    | Presentadora | Temporada 11 a 13 |